# National Book Award
Der National Book Award (NBA) ist neben dem Pulitzer-Preis der renommierteste Literaturpreis der USA. Er wurde 1936 von der American Booksellers Association ins Leben gerufen und wird nach einer Unterbrechung durch den Zweiten Weltkrieg seit 1950 jährlich vergeben. Seit dem Jahr 1989 wird die Auszeichnung von der eigens zu diesem Zweck gegründeten Non-Profit-Organisation National Book Foundation ausgelobt.

## Kategorien und Preisträger
Der mit 10.000 US-Dollar dotierte Preis wird seit 1950 jährlich vergeben; zurzeit in den fünf Kategorien für Romane/Kurzgeschichtensammlungen, Sachbücher, Gedichtbände, Jugendbücher und Übersetzungen. Zuvor gab es eine Anzahl weiterer Kategorien, die aber nach und nach aufgegeben wurden. Die Preisträger der vier erstgenannten Kategorien müssen amerikanische Staatsbürger sein und ihr Werk muss in englischer Sprache verfasst und in den USA verlegt sein; mit dem National Book Award for Translated Literature soll sowohl der Autor als auch der Übersetzer des ausgezeichneten Werks geehrt werden.
Von der National Book Foundation vergebene Preise:
| Kategorie/ Preisträger       | Originaltitel                                     | verliehen seit   |
| ---------------------------- | ------------------------------------------------- | ---------------- |
| Bestes belletristisches Werk | National Book Award for Fiction                   | 1950             |
| Bestes Sachbuch              | National Book Award for Nonfiction                | 1950             |
| Bester Gedichtband           | National Book Award for Poetry                    | 1950             |
| Bestes Jugendbuch            | National Book Award for Young People’s Literature | 1996 (1969)      |
| Beste Übersetzung            | National Book Award for Translated Literature     | 2018 (1967–1983) |

Weiterhin werden jährlich zwei Preise für das Lebenswerk vergeben:
- Medal for Distinguished Contribution to American Letters (seit 1988)
- Literarian Award for Outstanding Service to the American Literary Community (seit 2005)

## Auswahlverfahren
Die National Book Foundation nominiert jedes Jahr zwanzig unabhängige Jurymitglieder, je fünf pro Kategorie. Bis 2012 war die Jurytätigkeit auf Schriftsteller beschränkt, seit 2013 dürfen auch Literaturkritiker, Bibliothekare oder Buchhändler als Jurymitglieder nominiert werden. Jedem Jurygremium steht ein Vorsitzender vor, der als Sprachrohr sowie als Kontakt für die National Book Foundation zur Verfügung steht.
Alljährlich im April werden die Verlage dazu eingeladen, Buchtitel für eine der vier Kategorien vorzuschlagen. Der Autor muss US-amerikanischer Staatsbürger sein und der Titel zwischen dem 1. Dezember des Vorjahres und dem 30. November des aktuellen Jahres veröffentlicht sein (Selbstverlage sind nur zugelassen, sofern diese auch Arbeiten anderer Autoren publizieren). Bis 15. Mai müssen die Titel durch die Verlage gemeldet sein, bis zum 1. Juli müssen entsprechende Freiexemplare an die Foundation und die Jurymitglieder verschickt sein. Über den Sommer liest jedes Jurygremium die eingereichten Bücher in ihrer jeweiligen Kategorie (2017 wurden 1529 Bücher für den National Book Award eingereicht, darunter 394 in der Kategorie Belletristik, 553 in der Kategorie Sachbuch, 245 in der Kategorie Lyrik und 337 in der Kategorie Jugendbuch). Seit 2013 stellen die Jurygremien zuerst eine Auswahlliste aus zehn Titeln pro Kategorie („Longlist“) zusammen, die Mitte September veröffentlicht wird. Bis Mitte Oktober wird die Longlist auf fünf finale Romane („Shortlist“) reduziert. Anlässlich eines „National Book Awards Ceremony and Benefit Dinner“ entscheiden die Jurygremien Mitte November in New York über die Preisträger, die jeweils mit einem Preisgeld von 10.000 US-Dollar und einer Bronzeskulptur geehrt werden. Zusätzlich erhalten die Autoren der fünf nominierten Werke am Vorabend der Preisverleihung je 1000 US-Dollar, eine Medaille sowie eine lobende Erwähnung („Citation“).
Jeder Preisträger wird zugleich zum permanenten Mitglied der National Book Foundation ernannt.

## Kritik
Als Reaktion auf die mangelnde Berücksichtigung von Vertretern von Minderheiten initiierte der afroamerikanische Autor Ishmael Reed 1980 den American Book Award, der von der Before Columbus Foundation vergeben wird.